# کارایی زیست‌محیطی
کارایی زیست‌محیطی به ارائه کالاها و خدمات برای تامین نیازهای انسانی و بهبود کیفیت زندگی اشاره دارد و در عین حال اثرات بازدارنده زیست محیطی کالاها و منابع را در طول چرخه حیات آنها کاهش می‌دهد.

## اصطلاحات علمی و فنی
همان‌طور که کشورها و مناطق در سراسر جهان شروع به توسعه کردند، به آرامی آشکار شد که صنعتی‌شدن و رشد اقتصادی با تخریب محیط زیست همراه هستند. کارایی زیست‌محیطی (به انگلیسی: Eco-efficiency)، به عنوان یکی از ابزارهای اصلی برای ترویج تبدیل از توسعه ناپایدار به توسعه پایدار پیشنهاد شده‌است. بر اساس این مفهوم ایجاد کالاها و خدمات بیشتر با استفاده از منابع کمتر و ایجاد زباله و آلودگی کمتر است. "به عنوان نسبت بین ارزش افزوده آنچه تولید شده‌است اندازه‌گیری می‌شود (مثلا تولید ناخالص داخلی) و اثرات محیطی (افزوده‌شده) محصول یا خدمات (به عنوان مثال انتشار S02).» این اصطلاح توسط شورای جهانی کسب و کار برای توسعه پایدار (WBCSD) در سال ۱۹۹۲ در نشریه خود "دوره تغییر" ابداع شد و در اجلاس زمین در سال ۱۹۹۲، کارایی زیست‌محیطی به عنوان یک مفهوم تجاری جدید و ابزاری برای شرکت‌ها برای اجرای دستور کار ۲۱ در سال ۱۹۹۲ در بخش خصوصی تأیید شد؛ بنابراین، این اصطلاح مترادف با فلسفه مدیریتی است که به سمت پایداری، ترکیبی از کارایی بوم‌شناختی و بهره‌وری اقتصادی است.